# Sedum roborowskii
Sedum roborowskii là một loài thực vật có hoa trong họ Crassulaceae. Loài này được Maxim. miêu tả khoa học đầu tiên năm 1883.